# Ras Chiambone
Ras o Capo Chiambone (in somalo Ras Kambooni), è un piccolo villaggio della Somalia situato sull'Oceano Indiano vicino al confine col Kenya nella regione del Basso Giuba. Rappresenta il centro abitato più meridionale di tutta la Somalia

## Storia
(Scritta su un cippo di confine tra l'ex Somalia italiana ed l'ex Colonia Kenya Inglese,)
Già parte della colonia britannica del Kenya, nel 1924 passò, insieme a tutto l'Oltregiuba, al Regno d'Italia e quindi alla Somalia italiana, diventando il punto più meridionale del confine della colonia e successivamente dell'intera Africa Orientale Italiana.
I confini con la colonia inglese del Kenya furono firmati con un accordo italo-britannico il 22 novembre 1933.
L'8 gennaio 2007 in un attacco aereo da parte della United States Air Force sul luogo presunto in cui si sarebbe trovato Fazul Abdullah Mohammed, presunto leader del Al Qaeda in Africa Orientale, sarebbero state uccise 24 persone.